# Mura romane di Barcellona
Le mura romane di Barcellona, note anche come muraglia romana, sono una struttura difensiva dichiarata Bene culturale d'interesse nazionale situata nel centro di Barcellona nel quartiere Ciutat Vella. La loro realizzazione iniziò alla fine del II secolo e terminò all'inizio del IV, sullo stesso perimetro occupato in precedenza da un'altra cinta muraria più bassa.

## Descrizione

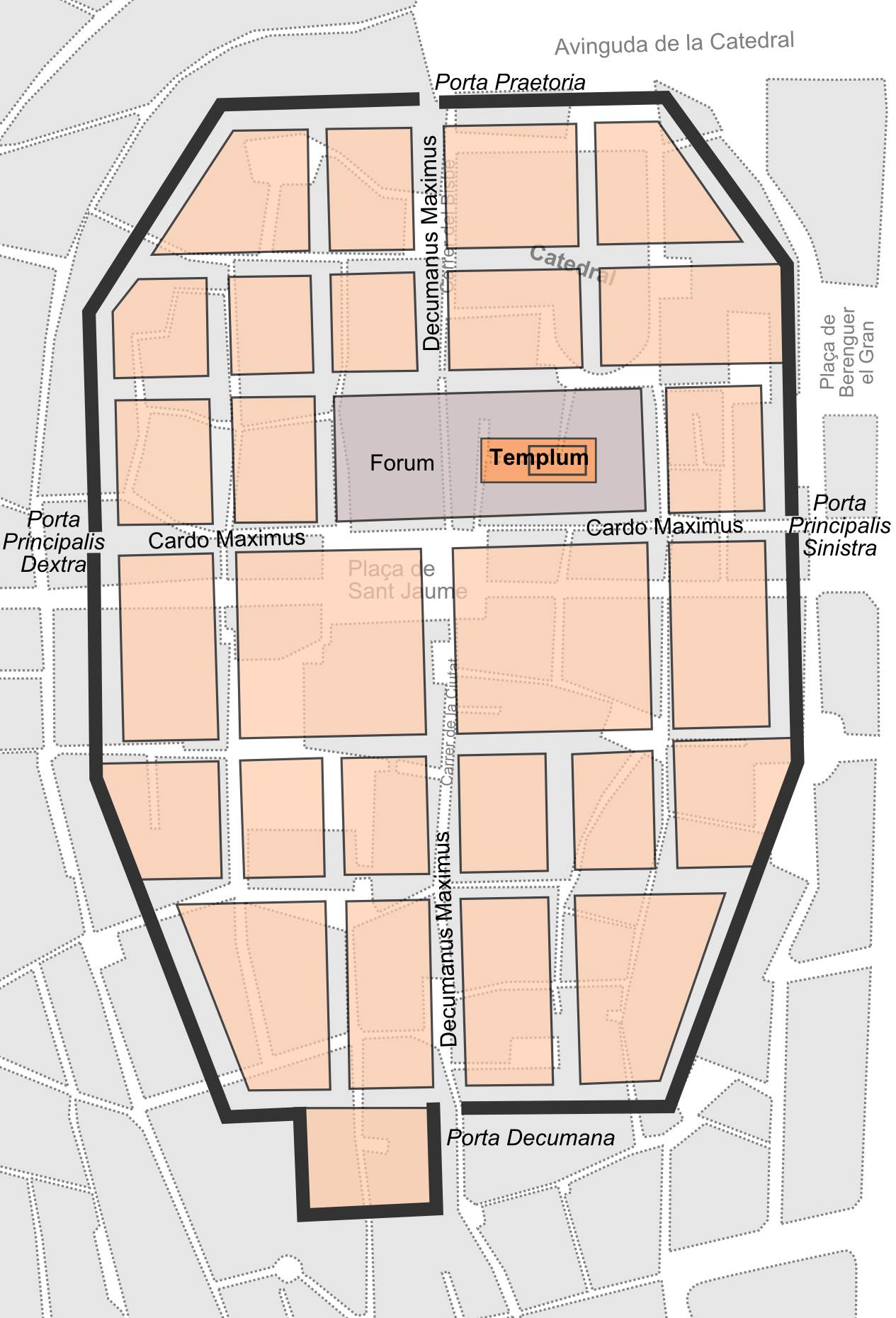
L'antica Bàrcino (prima del III secolo) sovrapposta alla pianta attuale del Barri Gòtic

Il tracciato della muraglia si snodava all'incirca dagli attuali Carrer de Gignàs e Carrer Regomir fino alla plaça Nova, al termine dell'Avinguda de la Catedral, per proseguire lungo l'attuale Carrer de la Tapineria e dalla fine del Carrer Sotstinent Navarro (che prima della guerra civile spagnola si pensava di chiamare "Carrer de les Muralles Romanes") fino ai Carrer dels Banys Nous, Carrer de la Palla e al Carrer d'Avinyó.
La muraglia del III-IV secolo aveva una forma di poligono irregolare, simile a un ottagono allungato o a un rettangolo ad angoli smussati, alta 9 metri, larga mediamente 4 metri e con una lunghezza perimetrale complessiva compresa tra i 1 220 e 1350 m. Possedeva 76 torri che arrivavano fino a 18 m di altezza, poste a distanza regolare ogni 6-8 metri. In corrispondenza delle porte la distanza tra le torri poteva arrivare fino a 10 metri, come si vede tuttora nella porta di nord-ovest situata nella Plaça Nova. È documentato che almeno due di queste porte possedevano tre aperture: una centrale, più larga, per il transito dei carri su ruote e due laterali, più piccole, per il passaggio pedonale. Le torri erano posizionate anche sugli angoli delle mura e per via del loro numero elevato Barcellona era nota come "la città coronata".
Sul lato verso il mare era presente una cittadella. A protezione della muraglia c'era un sistema di torri a pianta quadrata disposte a intervalli regolari; alcune torri avevano pianta circolare, in particolare quelle a protezione delle porte, come si vede ancora in quelle rimaste in Plaça Nova. Le porte erano quattro (Praetoria, Decumana, Principalis sinistra e Principalis dextera) disposte ognuna verso un punto cardinale e posizionate agli estremi delle due strade urbane principali perpendicolari tra loro, il decumanus maximus, che andava dall'attuale Plaça Nova all'attuale Plaça del Regomir, e il cardo maximus, il cui percorso era parallelo agli attuali Carrer de Ferran e Carrer del Call ma spostato leggermente più a monte. Le due strade si incrociavano in corrispondenza del foro, situato in corrispondenza dell'attuale Plaça de Sant Jaume.
La muraglia tardo-romana è realizzata con blocchi di pietra ben squadrati di grandi dimensioni, è alta 9 m e spessa 3,5 m. È addossata alle mura alto-imperiali, realizzate con blocchi più piccoli e senza torri, alla quale è unita da una colata di calcestruzzo in cui sono stati rinvenuti numerosi resti architettonici e scultorei riutilizzati per lo scopo.
Parzialmente demolita nel XIX secolo, ne sono rimasti in buono stato di conservazione i settori nord ed est. In alcuni punti sono state collocate piastrelle piane (frutto del restauro conservativo della metà del XX secolo) a sostituzione di blocchi in pietra scomparsi o trasferiti in musei per la presenza di epigrafi o altri inserti particolari riutilizzati per la sua costruzione.

## Storia
La muraglia romana di Barcellona fu costruita a fortificazione della colonia Julia Augusta Paterna Faventia Barcino, fondata negli ultimi anni del I secolo a.C.. Per molto tempo si è pensato che esistesse solo una cinta risalente al basso Impero, visibile dall'esterno, formata da grandi blocchi. In seguito però è stato assodato che questa cinta era in realtà adagiata a un'altra risalente all'epoca della fondazione che limitava il perimetro della colonia. Questo ha permesso quindi di abbandonare definitivamente l'ipotesi precedente che la seconda muraglia corrispondesse a una riduzione dell'area urbana, dato che il suo tracciato segue esattamente quello delle mura originarie, costituendone soltanto un rinforzo consistente.
Cronologicamente, la seconda muraglia potrebbe essere stata realizzata per difesa dalle invasioni dei Franchi attorno all'anno 260 o al massimo all'inizio del IV secolo; la datazione si basa soltanto su analisi tipologiche non essendoci una prova archeologica esatta; in ogni caso, è possibile affermare con certezza che si tratta comunque di un'opera di epoca tardo-romana.
Nel 985 l'assedio di Barcellona da parte di Almanzor convinse i governanti della necessità di rinforzare le difese cittadine; furono così costruiti quattro castelli in corrispondenza delle porte di ingresso: il Castello Vecchio nella zona dell'attuale Plaça del Àngel, il Castello del Vescovo nell'attuale plaça Nova, il Castello di Regomir nella strada omonima e il Castello Nuovo, nella zona dove ora si trovano il Carrer de Ferran e il Carrer Call.
La popolazione crebbe sia all'interno che all'esterno della cinta romana, finché nel XIII secolo il re Giacomo I concesse il permesso di costruire abitazioni a ridosso delle mura e ad aprirvi finestre, realizzando nel frattempo una nuova cinta difensiva su un tracciato più ampio. In questo modo, le mura romane furono in parte inglobate nelle nuove costruzioni e nel XIX secolo in gran parte demolite.

## Resti archeologici

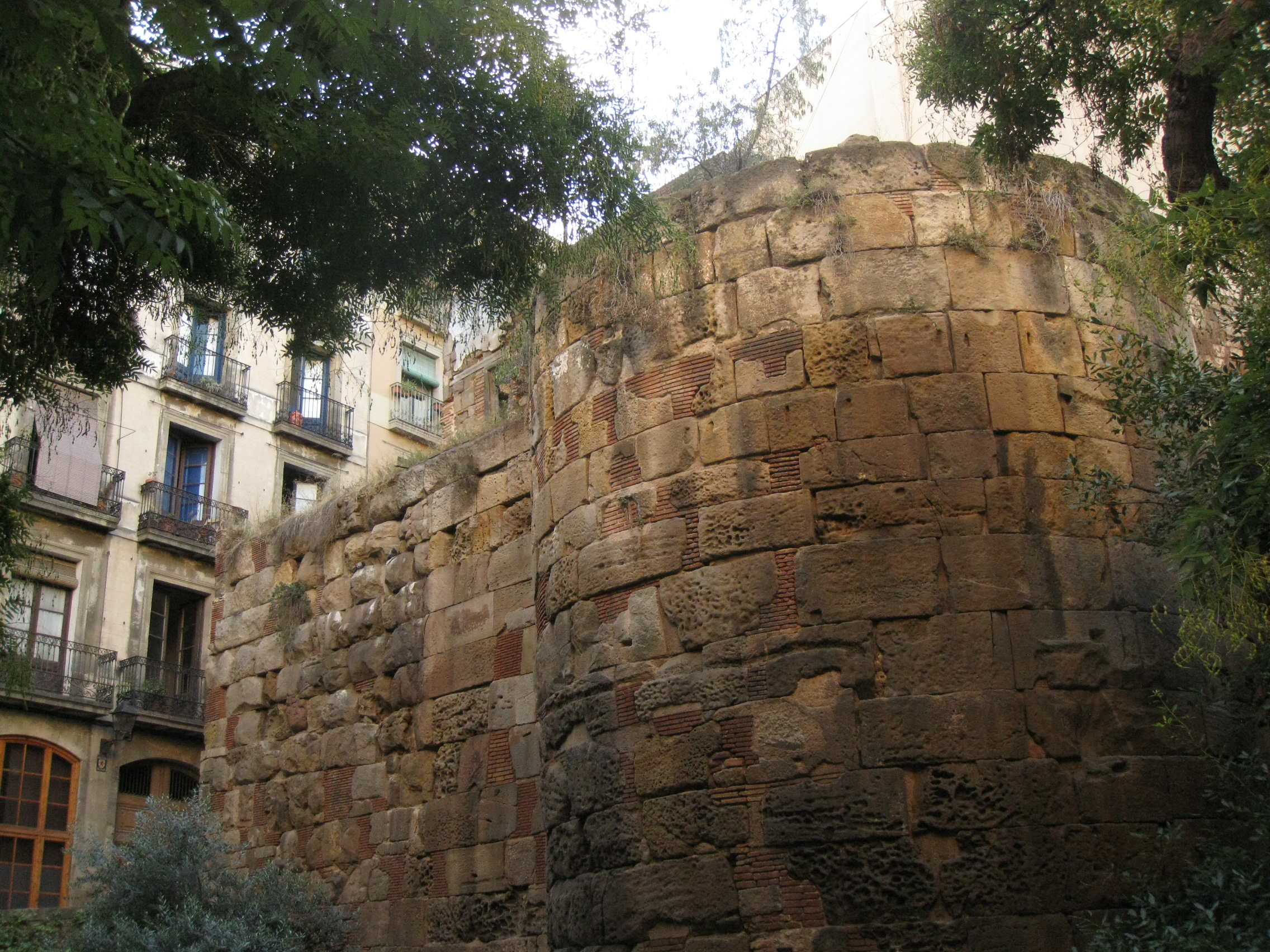
Torre della muraglia romana nella Plaça dels Traginers

La muraglia costituiva un allargamento e un innalzamento di qualche metro della cinta precedente, riutilizzandone parte degli elementi, alcuni anche decorativi, come materiale di costruzione. Grazie a questo nei lavori di restauro dei tratti di mura sopravvissuti fino a oggi è stato possibile rinvenire pezzi di sculture, incisioni, lapidi e altri elementi architettonici precedenti che sono stati utili per documentare da un punto di vista archeologico la storia dei primi secoli di esistenza di Barcellona.
Si conservano in buono stato i settori settentrionale e orientale. Sul versante della Plaça Nova sono tuttora presenti le due torri cilindriche, ulteriormente innalzate nel XII secolo, che affiancavano la Porta Praetoria, nota anche come Portal del Bisbe durante il medioevo. La sezione lungo Pla de la Seu, riportata allo scoperto a metà del XX secolo e sopra cui sono state costruite la Casa del Degà e la Casa de l'Ardiaca, è quella che meglio mostra come doveva presentarsi la recinzione romana.
Nel Carrer de la Tapineria si trova il blocco di mura con una torre a pianta poligonale che costituiva l'angolo settentrionale della cinta su cui poggiano i muri posteriori della casa della Pia Almoina. Il settore forse più interessante è il segmento della Plaça de Ramon Berenguer el Gran, per la sovrapposizione di costruzioni medievali alle mura romane edificate sopra volte che si estendono da una torre all'altra; è su questo settore che poggia la cappella di Santa Àgata.
Sopra il segmento del Carrer de les Muralles Romanes o de Bassea si innalza, sopra una volta a punta, il palazzo della contessa di Palamós. La muraglia romana continua lungo il Carrer del Correu Vell, dove si trova una torre a pianta circolare in corrispondenza dell'angolo delle mura. Il resto della cinta è stato inglobato nelle costruzioni del Carrer d'Avinyó, del Carrer de Banys Nous e del Carrer de la Palla o è del tutto scomparso.
Sotto la Plaça del Rei, all'entrata del Museo storico della città, è possibile vedere la parte interna delle mura, oltre ai resti di altri edifici e strade della Barcino romana.